# Tioacetál

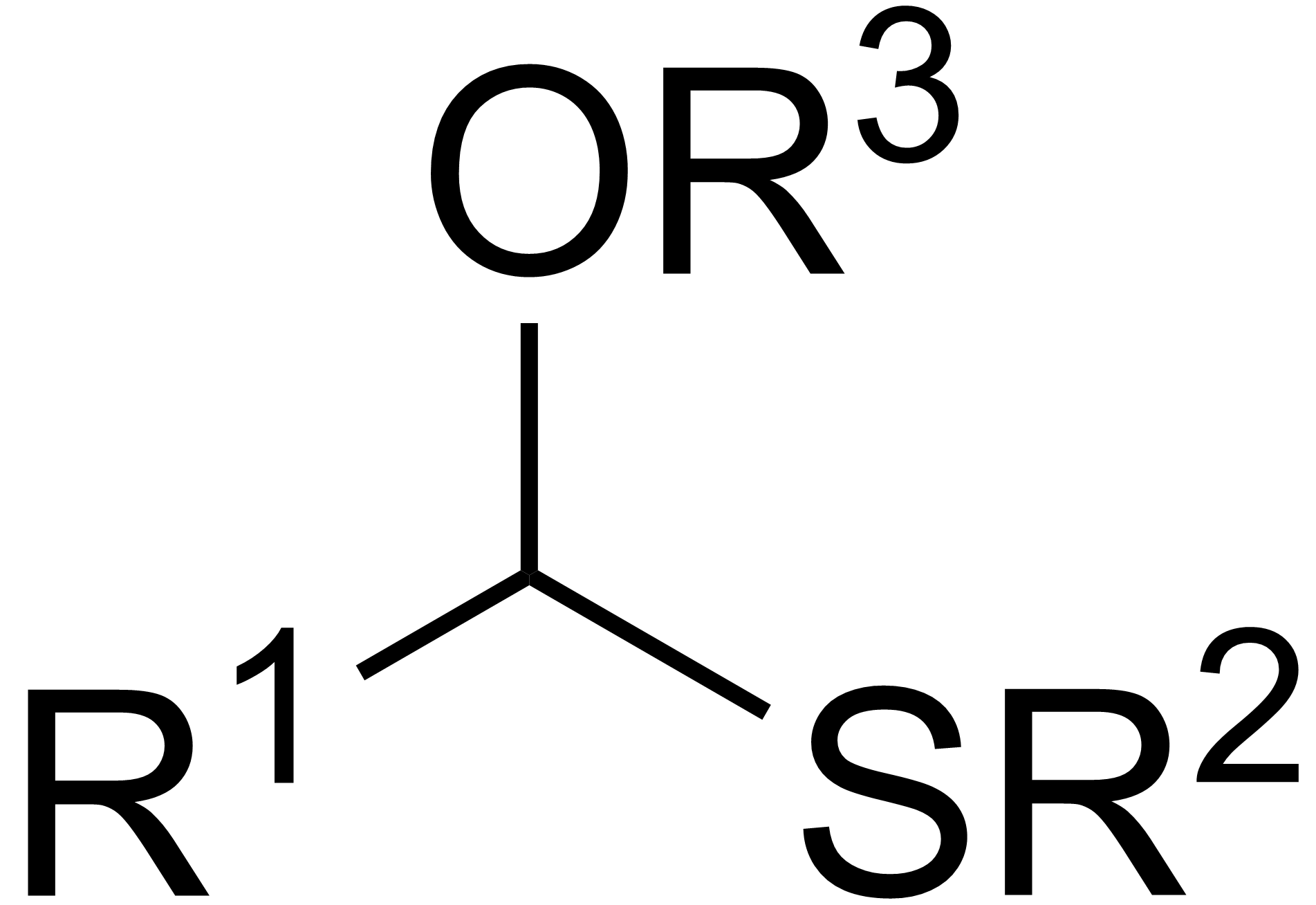
A tioacetálok általános szerkezete

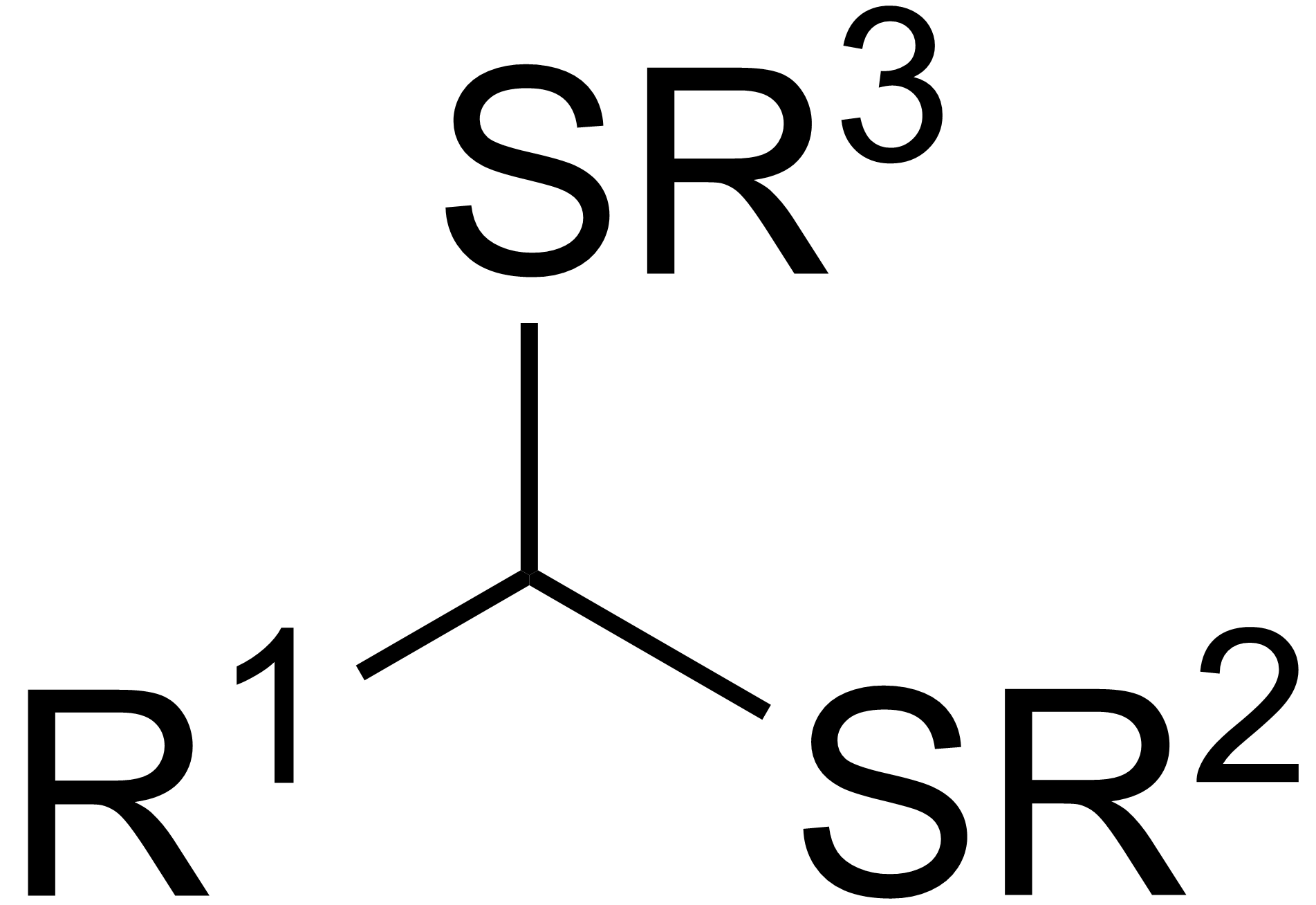
A ditioacetálok általános szerkezete

A tioacetálok szerves vegyületek, az acetálok kéntartalmú megfelelői. Előállításuk az acetálokéhoz hasonló: tiol és aldehid reakciójában keletkeznek:
RSH + R'CHO  →  R'CH(OH)SR
A ditioacetálok előállítása a tioacetálokéhoz hasonló, melyek a reakcióban köztitermékként keletkeznek:
RSH + R'CH(OH)SR  →  R'CH(SR)2  +  H2O
A reakciók során jellemzően Lewis- Brønsted-savat használnak katalizátorként.
Az aldehidek és 1,2-etánditiol reakciójában keletkező ditioacetálok hasznos szerves kémiai reagensek:
C2H4(SH)2 + R'CHO  →  R'CHS2C2H4  +  H2O
Míg az aldehidek karbonil szénatomja elektrofil, a ditioacetálok deprotonált származékaiban nukleofil szén centrum található:
R'CHS2C2H4 + R2NLi  →  R'CLiS2C2H4 +  R2NH
Ezt a reakciókészséget leginkább az 1,3-ditiolánoknál használják ki. A szénatom polározottságának megváltozását – R'(H)Cδ+Oδ- helyett R'CLi(SR)2 – umpólungnak nevezzük.

## Fordítás
Ez a szócikk részben vagy egészben  a   Thioacetal című angol Wikipédia-szócikk ezen változatának fordításán alapul.  Az eredeti cikk szerkesztőit annak laptörténete sorolja fel. Ez a jelzés csupán a megfogalmazás eredetét és a szerzői jogokat jelzi, nem szolgál a cikkben szereplő információk forrásmegjelöléseként.